# مقاطعة نوفوسيبيرسك
نوفوسيبيرسك أوبلاست هي إحدى الكيانات الفدرالية في روسيا. وتحوي المدن والقرى التالية: بارابينسك،
بيردسك،
بولوتنويي،
تشيريبانوفو،
تشوليم،
إيسكيتيم،
كاراسوك،
كارغات،
كوبينو،
كويبشيف،
نوفوسيبيرسك،
أوب،
تاتارسك،
توغوتشين.